# Ambassade d'Angola en Guinée
L'ambassade d'Angola en Guinée est la principale représentation diplomatique de la république d'Angola en Guinée.